# SN 2011iq
SN 2011iq – supernowa typu Ia odkryta 29 października 2011 roku w galaktyce A024849-0804. W momencie odkrycia miała maksymalną jasność 18,30m.